# Ouèdèmè-Adja
Ouèdèmè-Adja ist ein Arrondissement im Departement Mono in Benin. Es ist eine Verwaltungseinheit, die der Gerichtsbarkeit der Kommune Lokossa untersteht. Gemäß der Volkszählung von 2013 hatte Ouèdèmè-Adja 15.075 Einwohner, davon waren 7220 männlich und 7855 weiblich.